# 密陽警察署
密陽警察署（ミリャンけいさつしょ）は、慶南地方警察庁所管の警察署である。

## 管轄区域
- 密陽市

## 沿革
- 1945年10月21日 - 開署
- 2001年12月7日 - 現在の庁舎に移転

## 組織
- 警務課
- 生活安全課
- 捜査課
- 警備交通課
- 情報保安課

## 管轄派出所
- 中央派出所
- 駅前派出所
- 上南派出所
- 三浪津派出所
- 下南派出所
- 武安派出所
- 府北派出所
- 山外派出所
- 山内派出所
- 丹場派出所

## 管轄治安センター
- 初同治安センター
- 清道治安センター
- 上東治安センター